# Acacia prorsispinula
Acacia prorsispinula é uma espécie de leguminosa do gênero Acacia, pertencente à família Fabaceae.